# Teologie papeže Františka

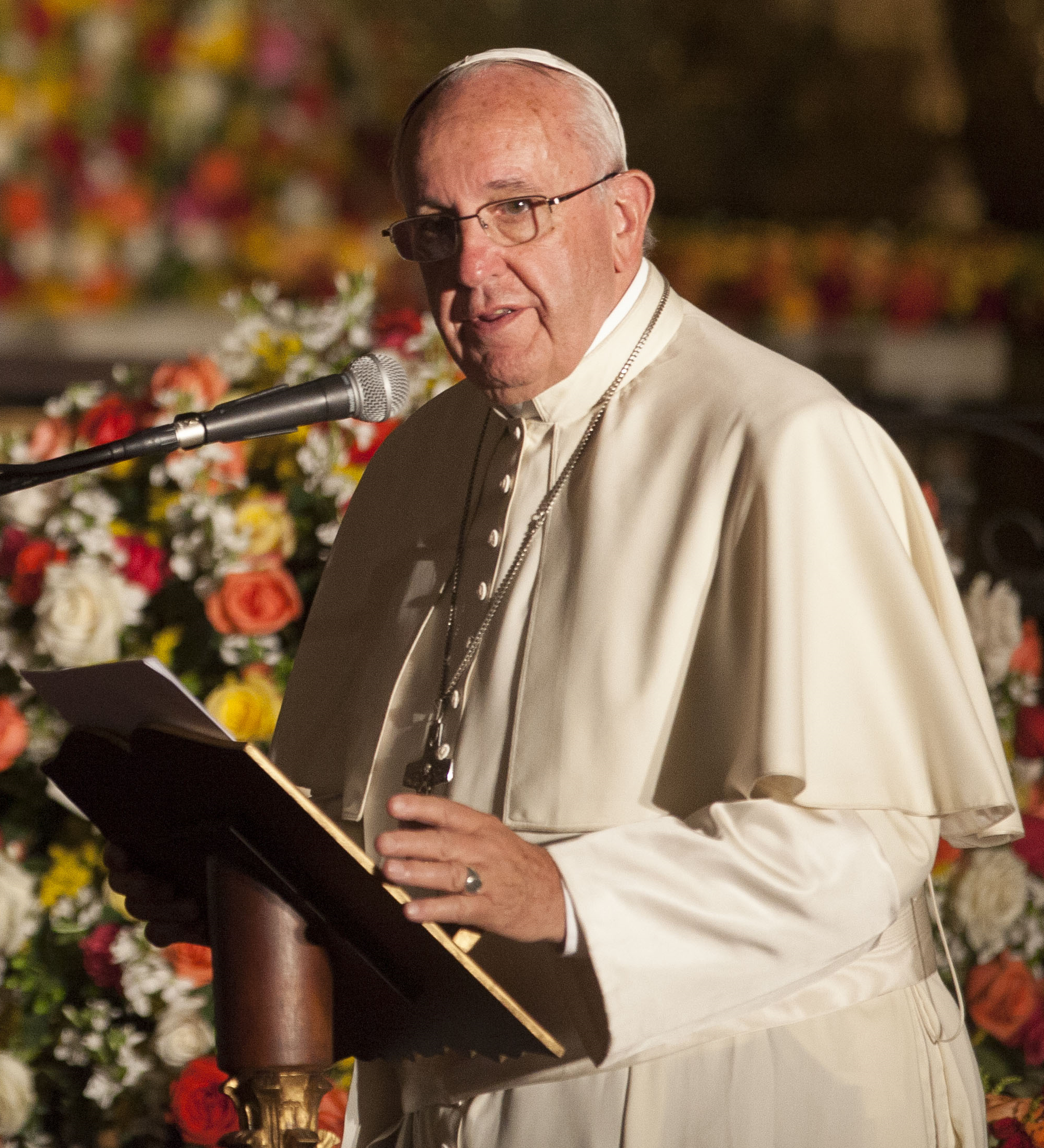
Papež František v ekvádorském Quitu v roce 2015

František, zvolený 13. března 2013, byl prvním členem Tovaryšstva Ježíšova, který byl jmenován papežem, a prvním neevropanem v tomto úřadě od 8. století. Své papežské jméno popsal jako poukaz na to, co chce napodobit u svatého Františka z Assisi: mít chudou církev, pro chudé, vždy vycházet na okraj společnosti a projevovat zájem o přírodní prostředí. Jeho papežské heslo Miserando atque eligendo („milosrdenstvím a vyvolením“) obsahuje ústřední téma jeho pontifikátu, Boží milosrdenství, které vedlo ke konfliktu s ortodoxními katolíky v otázkách, jako je přijímání eucharistie znovusezdanými katolíky. Při řešení reálných životních situací se často odvolává přímo na svou zkušenost, v návaznosti na svůj synodální způsob, který ukázal obnovený důraz na naslouchání a dialog. Kladl větší důraz na církevní synody a na široké konzultace a dialog, vyzdvihoval roli laiků a žen v katolické církvi a kritizoval klerikalismus.
Františkův zájem o chudé je patrný z jeho kritiky kapitalismu, z jeho poměrně viditelné podpory uprchlíků a migrantů a z jeho přístupu k osvobozeneckým, anarchistickým, komunistickým, socialistickým a liberálním hnutím v Latinské Americe, která byla za pontifikátu Jana Pavla II. poněkud „ve stínu“. František prohlásil, že se považuje za konzervativce.
Jeho apoštolská exhortace Evangelii gaudium (Radost evangelia), vydaná osm měsíců po jeho zvolení, byla označena za programovou a za „stěžejní dokument tohoto pontifikátu“, který podle jeho vlastních slov „ukazuje nové cesty pro cestu církve v příštích letech“. Proslul také svými „ostrými a nepsanými poznámkami“.

## Návrat k II. vatikánskému koncilu
O papeži Františkovi se říká, že byl v úzké kontinuitě s II. vatikánským koncilem katolických biskupů (1962–1965), který se snažil číst „znamení času“ a řešit nové otázky, jež byly výzvou pro katolickou církev v polovině 20. století, jako například její oslovení nezápadních kultur. Předpokládá se, že pontifikát papeže Františka bude považován za „rozhodující okamžik v dějinách církve, v němž se konečně naplno projevila reformní vize II. vatikánského koncilu“:178 František se vrátil k tématu obnovy zdrojů z II. vatikánského koncilu a ohlédl se za katolickou filozofickou tradicí, kterou před sedmi stoletími založil Tomáš Akvinský, a obrátil se k původním pramenům v Novém zákoně:54 Na rozdíl od papeže Jana Pavla II. (1978–2005), který v učení II. vatikánského koncilu zdůrazňoval kontinuitu s minulostí, Františkova slova a činy se vyznačují důrazem na samotného Ježíše a na milosrdenství: „církev chudá a pro chudé“, „likvidace barokních příkras“ při liturgických slavnostech a revize institucionálních aspektů církve.:32–33
Od svého prvního gesta při zvolení papežem, kdy se nazval prostě římským biskupem, se František připojil k myšlence koncilu, který se odklonil od „legalismu, triumfalismu a klerikalismu“. Nejenže jmenoval více kardinálů z jižní polokoule, ale více využíval církevní synody a zavedl kolegiálnější způsob řízení tím, že ustavil Radu kardinálských poradců z celého světa, kteří mu pomáhali, což církevní historik označuje za „nejdůležitější krok v dějinách církve za posledních deset století“. Časopis Fortune v březnu 2014 tento krok vyzdvihl, když Františka zařadil na první místo mezi „50 největších světových vůdců“. Lze to spatřovat v tom, že realizuje výzvu II. vatikánského koncilu ke kolegiálnějšímu stylu vedení a k reformě římské kurie.
Jeho přeorientování církve na „morální teologii, která se opírá o Písmo a Ježíšův příkaz lásky“, je také považováno za pocházející z koncilu, stejně jako jeho pozvednutí laiků pro misii a výzva k přítomnosti žen v teologických oborech. Zmírnil „zakazující“ obraz církve tím, že aplikoval názory II. vatikánského koncilu o úctě ke svědomí na otázky jako ateismus, homosexualita a svátosti. To vedlo k boji mezi „zastánci II. vatikánského koncilu a kleriky, kteří dávají přednost velkorysosti ducha Jana XXIII.“ V otázce liturgie se snažil prosazovat obnovu iniciovanou II. vatikánským koncilem, která by vyvolala vědomější a aktivnější účast lidu. Zatímco předchůdci papeže Františka se k teologii osvobození stavěli odmítavě, jeho pozitivnější pohled je vnímán jako pramenící z rozlišování „znamení času“, k němuž vyzývá Gaudium et spes:357
František prohlásil, že „skutečnosti jsou důležitější než ideje“. Ve většině Františkových myšlenek je patrný důraz na nalezení nového směru, vytváření napětí mezi různými aspekty katolického učení, které podle něj „musí být neustále znovu zakořeněno v pastoračních skutečnostech“. Od počátku svého pontifikátu se těší oblibě u lidí napříč náboženským spektrem.
Brendan Leahy, biskup z Limericku, vidí jako Františkovy priority: formaci duchovních a laiků, aby byli schopni zahřívat srdce lidí, kráčet s nimi, vést dialog a napravovat jejich zlomeniny; solidaritu a kolegialitu; být v trvalém stavu misie, s mateřským srdcem; a vystupovat v otázkách sociální spravedlnosti, pro zlepšení společnosti.:97,98
Podle editorů sbírky esejů o Františkovi „podstatu Františkovy teologie tvoří oddanost chudým a lidem na okraji společnosti a neochota vynášet morální soudy nad druhými, nechuť k legalismu a nařízením shora a nedůvěra k monolitním institucím“:xviii Františkovi je velmi blízká Dostojevského věta „Krása spasí svět“. „Povzbuzuje církev, aby žila radostně v síle Kristovy přítomnosti, otevřená moudrosti Ducha.“:204–205

## Poslání církve
Pokud jde o „napětí a konflikty v církvi“ za papeže Františka, objevily se názory, že „důvodem neklidu je papežův důraz na misii. Je hluboký rozdíl mezi církví, která je hnízdem či výklenkem, v němž lze nalézt klid, pohodu a zdánlivou stabilitu, a církví, která se považuje za skrz naskrz misionářskou - vždy vycházející ven, dosahující k okrajům.“ Papež František od počátku svého pontifikátu volá po „misionářském impulsu schopném vše proměnit, aby zvyky ... a struktury církve byly vhodně nasměrovány k evangelizaci dnešního světa, a nikoli k její sebezáchově“. Pro Františka je "misijní působení paradigmatické pro veškerou činnost církve" a evangelizuje „celý Boží lid“, který je svým křtem povolán být misionářskými učedníky. Mělo by je trápit svědomí, že tolik našich bratří a sester žije bez pocitu smyslu a útěchy, které plynou z poznání Ježíše Krista, a bez společenství věřících, které by jim bylo oporou, s církví „příliš vzdálenou jejich potřebám, ... vězněm svých vlastních rigidních formulí.“ Jeho důraz na radost (Radost evangelia, Radujte se a jásejte) „je protilátkou na rozčarování a melancholii dnešního světa“, radost z „konání dobra s cílem oživit ducha církve“.:15,17
František se učil v Duchovních cvičeních (lat. Exercitia spiritualia) zakladatele jezuitů Ignáce z Loyoly, která člověka ponořují do Ježíšova života, aby získal „důvěrné poznání našeho Pána, ... abych ho mohl více milovat a více ho následovat“.
O přístupu katolíků k lidem jiné víry říká, že „nejhorší ze všeho je náboženský proselytismus, který ochromuje: ,Mluvím s vámi, abych vás přesvědčilʻ“. Vyzývá k dialogu, který umožňuje vzájemný růst, a to prostřednictvím přitažlivosti. Cituje II. vatikánský koncil o neustálé potřebě reformy církve. Mluví o církvi jako o „matce s otevřeným srdcem“, která neustále potřebuje lépe komunikovat, stát se „slabou se slabými, ... všechno pro všechny“ – 1Kor 9, 22 (Kral, ČEP), nikdy se nestáhnout do vlastního bezpečí nebo nezvolit „strnulost a defenzívu“. Vždy „koná to dobré, co může, i když si při tom ušpiní boty od bláta ulice.“ Opakuje to, co řekl církvi v Buenos Aires, že dává přednost církvi, která je „potlučená, zraněná a špinavá, protože byla na ulici, než církvi, která je nezdravá z uzavřenosti a z lpění na vlastním bezpečí, ... zapletená do sítě obsesí a procedur.“ František odsoudil administrativní přístup, který převládá nad přístupem pastoračním, a řekl: „Je třeba, abychom se snažili, aby se církev cítila lépe: ... Zlo, které se časem objevuje v církevních institucích, má kořeny v sebereferenci, v jakémsi teologickém narcismu.“
V březnu 2016, po třech letech svého pontifikátu, bylo celkové hodnocení Františka v průzkumu WIN/GIA vyšší než u kteréhokoli světského vůdce. V říjnu 2018 reagovala Kathryn Jean Lopezová, šéfredaktorka časopisu National Review, na konzervativní kritiku Františka poznámkou: „Požáry, které rozdělují katolickou církev, nezaložil papež František. Za Františka jsou více na očích, a to na nejvyšších úrovních. Na věci, které byly dříve v temnotě, určitě svítí sluneční světlo. ... Možná jen více než my ostatní důvěřuje Duchu svatému, že to vyřeší.“ Kardinál Michael Czerny vysvětlil útoky menšiny v církvi a společnosti proti papeži Františkovi tím, že to znamená, že „je na ráně“.

## Řízení církve
Pouhé dva měsíce po Františkově pontifikátu o něm teolog Hans Küng napsal následující článek, který se objevil jak v progresivních, tak v sekulárních médiích:
Je až s podivem, jak papež František od první minuty svého zvolení zvolil nový styl: na rozdíl od svého předchůdce žádná mitra se zlatem a šperky, žádný hermelínem lemovaný plášť, žádné na míru šité červené boty a pokrývky hlavy, žádný velkolepý trůn. Překvapivé je i to, že nový papež záměrně upouští od slavnostních gest a vznešené rétoriky a mluví jazykem lidu. A konečně je udivující, jak nový papež zdůrazňuje svou lidskost: Při oficiálním rozloučení projevil přátelskost kardinálům v autobuse, v jejich společné rezidenci, umyl nohy mladým vězňům, včetně mladé muslimky. Papež, který dokazuje, že je mužem stojícím nohama na zemi.
Právě zmíněné mytí nohou rozzlobilo mnoho katolických tradicionalistů. Papež František vykonal postní mytí nohou, tradičně v arcibiskupské bazilice svatého Jana Lateránského, v polepšovně pro mladistvé a zapojil do něj dvě dívky a dva muslimy. Prohlásil, že chce církev přiblížit chudým a lidem na okraji společnosti, aby si navzájem sloužili.
Tisk si všiml mnoha takových Františkových rozhodnutí: jeho volba bydlet ve vatikánském penzionu místo v Apoštolském paláci, jeho stání místo sezení na papežském stolci při přijímání obvyklých gratulací od kolegů kardinálů, žádný papežský zlatý pektorální kříž, ale ten, který používal v Argentině, prosté „dobrý večer“ před svým prvním papežským poselstvím Urbi et orbi („městu a světu“), jízda domů do Casa Santa Marta nikoli v papežské limuzíně, ale se svými spolubratry biskupy a kardinály v posledním minibusu, a zdůraznění, že jeho základní úlohou je být římským biskupem.
The Economist poznamenal, že předchozí papežové se jménu „František“ vyhýbali, aby nebyli spojováni s Františkem z Assisi, který se vzdal rodiny, bohatství a kariéry a honosného oblečení, aby následoval Krista v naprosté chudobě. František novinářům vysvětlil, že jméno zvolil proto, že František byl „chudý člověk, prostý člověk, jako bychom chtěli chudou církev, pro chudé“, a dodal: Františka z Assisi, a pak jsem si vzpomněl na válku: „Hned jsem si v souvislosti s chudými vzpomněl na sv. ... František miloval mír, a tak mi přišlo na mysl toto jméno.“ Řekl také, že obdivoval péči Františka z Assisi o přírodní prostředí.

### Decentralizace a synodální správa
Decentralizace církve směrem od Vatikánu a předání větší kontroly místním biskupským konferencím pokračovala i v roce 2017 „v souladu s papežovou vizí, kterou vytyčil v apoštolské exhortaci Evangelii gaudium (Radost evangelia) z roku 2013“. Pozoruhodným příkladem bylo ustanovení v Amoris Laetitia (2016), že místní konference mají dohlížet na otázku civilně znovu sezdaných rozvedených osob, které přistupují k přijímání, a jeho list o liturgických překladech Magnum principium (2017), který omezil vatikánský dohled nad překlady do místních jazyků. Vidět Svatý stolec „ve službě místních církví“ je součástí Františkovy snahy vytvořit v církvi „mentalitu služby“. Čtyři roky po svém pontifikátu František zažil otevřenou kritiku ze strany několika vysoce postavených konzervativců v církvi kvůli tomu, že nechal místní biskupy rozhodovat o přijímání rozvedených a znovu sezdaných katolíků.
František mluví o budování konsensu prostřednictvím otevřenějšího dialogu na biskupských synodách. Někteří analytici říkají, že „proměna těchto setkání ze strohé formality v platformu pro energickou debatu může být považována za Františkův největší úspěch.“ Ve své apoštolské konstituci Episcopalis communio František zavádí přímější proces, kdy se závěrečný synodální dokument stává součástí církevního magisteria pouhým obdržením papežského schválení. Nová konstituce také umožňuje laikům zasílat své příspěvky přímo generálnímu sekretáři synody. František vyzývá, aby se věnovala pozornost sensus fidei neboli „instinktu víry“ zejména chudých, podle něhož katoličtí věřící rozeznávají, co je od Boha, prostřednictvím konaturality neboli intuitivní moudrosti.
František odsuzuje nerovnováhu, která může nastat, „když mluvíme více o právu než o milosti, více o církvi než o Kristu, více o papeži než o Božím slově“. Františkovo úsilí o „zdravou decentralizaci“ církve polarizovalo názory v římské kurii i v církvi obecně. Někteří se obávají, že to rozmělní univerzální poselství, zaseje zmatek a ještě více rozdělí církev. Boj, který začal na počátku Františkova pontifikátu mezi „zastánci II. vatikánského koncilu a kleriky, kteří dávají přednost velkorysosti ducha Jana XXIII.“, se do roku 2018 stal „jedinečným ve své viditelnosti“, v knihkupectvích se objevily tituly jako „Ztracený pastýř“, „Papež diktátor“ a „Politický papež: Jak papež František potěšil levici a opustil konzervativce“.

### Klerikalismus
Henri de Lubac, jezuita, „sehrál klíčovou roli při formování ekleziologie koncilu“, přičemž mu šlo především o to, aby církev byla chápána jako „společenství celého Božího lidu, nikoli pouze kléru – což je koncept, který je stále slyšet ve Františkově neustálém potírání klerikalismu a jeho zmínkách o ,jednom svatém Božím lidu.ʻ“ František zdůrazňuje, že nastala „hodina laiků“, a odsuzuje klerikalismus, který se v církvi rozmáhá, a říká, že „vede k funkcionalizaci laiků a považuje je za ,poslyʻ“. A díky klerikalismu se kněz „může nechat svést vyhlídkou na kariéru, ... což z něj udělá funkcionáře, klerika, který se stará více o sebe, o organizace a struktury, než o skutečné dobro Božího lidu“. Mluví o „osmé svátosti“, kterou by někteří kněží vytvořili – o „pastoračním celním úřadu“, který by lidem zavíral dveře, místo aby jim usnadňoval přijímání svátostí. Na adresu apoštolských nunciů, kteří doporučují papeži dobré kandidáty pro jmenování na biskupské stolce, řekl:
Při delikátním úkolu provádět šetření pro biskupská jmenování dbejte na to, aby kandidáti byli pastýři blízcí lidu, otcové a bratři, aby byli mírní, trpěliví a milosrdní; aby byli oživeni vnitřní chudobou, svobodou Pána a také vnější prostotou a strohostí života, aby neměli psychologii „knížat“.
František chtěl „církev založenou nikoli na honosných rouchách a neomylných výrocích, ale na lásce k Bohu a lásce k druhým“.:xx Kritizoval církev, která se zabývá malomyslnými pravidly a je spíše muzeem pro několik málo svatých, než aby s misionářskou horlivostí byla místem přijetí pro mnohé.:32  Pro církevní duchovenstvo viděl „potřebu udržovat v tvůrčím napětí jak činnost, tak kontemplaci“, být vůdci, kteří jsou vedeni Boží milostí, kontemplativními činiteli.:109 Odsoudil a zakročil proti duchovním, kteří podle něj žijí knížecím životem. František řekl, že duchovní by měli být pastýři pečující o lidi, ale ví, že mohou být pokoušeni a zkorumpováni mocí. Když od lidí berou, místo aby dávali, může následovat simonie a další korupce. Láska mezi duchovními a lidem se tím ničí.
František se obával, že někteří klerici „se stávají vlky, a ne pastýři; ... kariérismus a snaha o povýšení [do hierarchie] spadají do kategorie duchovního světáctví“ a podvodně se snaží vypadat jako svatí. František je známý svými „rýpavými“ poznámkami: O klerikální marnivosti řekl: „Je to tak: Podívejte se na páva: je krásný, když se na něj díváte zepředu. Ale když se na něj podíváte zezadu, objevíte pravdu. ... Kdo podlehne takové sebestředné ješitnosti, skrývá v sobě obrovskou bídu.“ Napomenul 138 nově jmenovaných biskupů, aby se neobklopovali „dvořany, šplhouny a yes-men“, ale aby přinášeli lidem evangelium, které je osvobozuje.
Ve snaze omezit klerikalismus a kariérismus v katolické církvi přestal František udělovat titul „Monsignor“ diecézním kněžím mladším 65 let. Vždy dával přednost tomu, aby ho lidé oslovovali „otče“, nikoli „můj pane“, „Vaše Milosti“ nebo „Vaše Eminence“, protože „otče“ nejlépe odráží kněžské poslání. Jeden biskup se zkušenostmi s prací ve Vatikánu si všiml všeobecného pocitu, že zatímco dříve se s námi zacházelo jako s vedoucími oddělení, „nyní se s námi zachází jako s bratry“.
V projevu ke 120 představeným řeholních řádů František pokračoval ve svém tažení proti klerikalismu a řekl, že formace v semináři musí být „uměleckým dílem, nikoli policejní akcí“, při níž seminaristé „zatínají zuby, snaží se nedělat chyby, dodržují pravidla s velkým úsměvem a jen čekají na den, kdy jim bude řečeno: ,Dobře, ukončili jste formaciʻ. ... To je pokrytectví, které je důsledkem klerikalismu, což je jedno z nejhorších zel.“ Kněžská formace „musí formovat jejich srdce. Jinak vytváříme malá monstra. A tato malá monstra pak formují Boží lid. Z toho mi opravdu naskakuje husí kůže.“
V návaznosti na hojně citovanou poznámku biskupa De Smedta na II. vatikánském koncilu, že katolická církev trpí triumfalismem, klerikalismem a legalismem, František popsal církevní „pokušení triumfalismu, ... církev, která je spokojená s tím, co je nebo co má – dobře uspořádaná, dobře organizovaná, se všemi svými úřady, všechno v pořádku, všechno dokonalé, účinné“. To je však podle něj „církev, která popírá své mučedníky, protože neví, že mučedníci jsou potřeba“. Zdravá církev naproti tomu uznává „triumf skrze selhání – lidské selhání – selhání – kříže.“

### Teologie
Austen Ivereigh v životopise Františka popisuje, že měl vzácnou kombinaci „politického génia charismatického vůdce a prorocké svatosti pouštního světce“, což bylo charakteristické pro jeho teologii.:357 Ti, kdo říkají, že František „mluví k emocím, a ne k rozumu ..., však neznají Bergoglia, který má za sebou působivou formaci v mnoha oblastech“. Pro svou disertační práci František studoval myšlenku Romana Guardiniho, že v multikulturním světě je třeba držet v napětí protichůdné pojmy; respektovat „napětí protipólů“, aniž bychom některý z nich popírali nebo redukovali na vyšší syntézu; na každý z nich je třeba reagovat ve světle evangelia.:20
František řekl, že „teologická svoboda“ je nutná k prožívání nových cest a k „rozvíjení různých aspektů nevyčerpatelného bohatství evangelia“. Zmírnil obraz instituce, která se za jeho předchůdce Benedikta zdála být zakázaná, a ukázal, že papež může zastávat zcela moderní názory na ateismus („Problémem těch, kteří nevěří v Boha, je poslouchat své svědomí“), homosexualitu („Pokud je někdo homosexuál a hledá Boha a má dobrou vůli, kdo jsem já, abych ho soudil?“) a svobodných matek (obvinil kněze, kteří odmítají pokřtít jejich děti, že mají „nemocnou mentalitu“). Vyzval také k církevnímu uznání občanských svazků osob stejného pohlaví.
František povzbudil teology, kteří se za pontifikátu Jana Pavla občas ocitali v nepřátelském vztahu, v době, kdy podle Jasona Horowitze z New York Times převládalo konzervativní křídlo církve a kdy došlo k oživení významu přikládaného scholastické filozofii. Jedna z rozsáhlejších reportáží o Františkových rozdílech oproti předchozím pontifikátům lapidárně shrnuje, že František „odhalil své vlastní posedlosti, aby se více přiblížil šéfovu synovi“ tím, že se rozhodl žít v dvoupokojovém bytě, prohlásil, že církevní hodnostáři by neměli být posedlí otázkami jako homosexualita, kontrola porodnosti a potraty, a jízlivě kritizoval nekontrolovaný kapitalismus volného trhu. František hovořil o „dekadentní scholastice“ své doby a vyzývá k otevřenosti vůči „odlišným myšlenkovým proudům ve filozofii, teologii a pastorační praxi“ s tím, že být „v dialogu s jinými vědami a lidskými zkušenostmi je nejdůležitější pro naše rozlišování, jak nejlépe přinášet poselství evangelia různým kulturním kontextům a skupinám.“ František chce „vstřícnější církev“ a „odsoudil církev, která je zaměřená do sebe a na sebe. ...(Musí být) připravena vyjít na periferie, setkat se s druhými v dialogu,“:104 a „v solidaritě s ,trosečníky dějinʻ.“
Jeho setkání s ruským pravoslavným patriarchou bylo prvním takovým setkáním papeže od schizmatu mezi Východem a Západem v 11. století a setkání s šejkem Ahmedem el-Tayebem, nejvyšší autoritou sunnitského islámu, by se neuskutečnilo bez četných Františkových smířlivých gest vůči muslimskému světu, včetně návštěvy migrantů na ostrově Lesbos a přivezení tří syrských muslimských rodin zpět do Vatikánu. Františkova návštěva Arabského poloostrova, domova islámu, byla pro papeže historicky první a měla nesmírný význam, neboť přinesla naději na „novou éru náboženské tolerance v Perském zálivu.“ František také oslovil letniční církve, což je „nový a dosud sotva představitelný krok vpřed.“:389:58 Je také prvním papežem, který se setkal s vůdcem mormonů, Církve Ježíše Krista Svatých posledních dnů.
František nepokračoval v útocích na sekularismus, které byly běžné za pontifikátu Benedikta XVI. (2005–2013). František řekl:
Dnešní stížnosti na to, jak je svět „barbarský“, někdy vedou k tomu, že se v církvi zrodí touha zavést řád ve smyslu čisté ochrany, jako obranu. Ne: s Bohem je třeba se setkávat v dnešním světě. ... Bůh se projevuje v čase a je přítomen v dějinných procesech.
Abyste v dnešním světě našli Boha, František často vyzýval k „rozlišování“, což je důležitý pojem z Duchovních cvičení zakladatele jezuitů. František říkal, že rozlišováním se lze „vyhnout jistému druhu legalismu“ a pomoci lidem přizpůsobit se obrazu Kristovu. František poznamenal, že „parlamentní přístup“ nechává člověka „zakořeněného ve ,své pravděʻ, ... Společné chození se tak stává nemožným.“ Při synodálním přístupu se člověk musí „naučit naslouchat ve společenství tomu, co Duch říká církvi.“ František děl, že „nakonec mají lidé odpovědnost za svůj život a spásu sami“, že „nemá všechny odpovědi“ a že „může žít s pochybnostmi“. Často poukazoval na důležitost rozlišování. ... Kriticky se vyjadřoval k „těm, kteří dnes stále hledají disciplinární řešení, k těm, kteří touží po přehnané doktrinální ,jistotěʻ. ...Odvádí katolíky od dogmatismu a legalismu minulosti a starého náboženství a navrhuje diferencovanější přístup k morálce.“:75 Je vnímán jako člověk, který při uplatňování katolické sociální nauky uplatňuje spíše induktivní (začíná u člověka) než deduktivní (z minulého učení) přístup k vzniklým situacím, řídí se metodou „Vidět – soudit – jednat.“
Časopis Time zvolil Františka „osobností roku“ v prvním roce jeho pontifikátu a napsal:
To, co činí tohoto papeže tak důležitým, je rychlost, s jakou se mu podařilo zaujmout miliony lidí, kteří už přestali doufat, že církev vůbec existuje. Lidé unavení z nekonečného rozebírání sexuální etiky, ze vzájemných bojů o hranice autority, kdy po celou dobu (abychom si vypůjčili od Miltona) „hladové ovce vzhlížejí vzhůru a nejsou nasyceny“. František během několika měsíců povýšil uzdravující poslání církve – církev jako služebnici a utěšitelku zraněných lidí v často drsném světě – nad doktrinální policejní práci, která byla tak důležitá pro jeho nedávné předchůdce.

### Úloha žen
František neviděl možnost svěcení žen na kněze, ale říká: „Naše velká důstojnost pochází ze křtu. ...Když mluvíme o svátostné moci, ,pohybujeme se v oblasti funkce, nikoli důstojnosti nebo svatostiʻ,“ a dodává:
Mnoho žen se dělí o pastorační povinnosti s kněžími, pomáhá vést lidi, rodiny a skupiny a nabízí nové příspěvky k teologické reflexi. Potřebujeme však vytvořit ještě širší příležitosti pro pronikavější přítomnost žen v církvi... v různých dalších prostředích, kde se přijímají důležitá rozhodnutí.
Při pohledu do budoucna řekl, že mnoho žen je dobře připraveno přispívat do náboženských a teologických diskusí na nejvyšší úrovni, a to po boku svých mužských protějšků. Je více než kdy jindy nutné, aby tak činily, „protože ženy se dívají na skutečnost s jiným, větším bohatstvím.“ V prvních šesti letech Františkova pontifikátu „se prudce zvýšila prestiž žen, zejména řeholnic, na vatikánských akcích.“ František požádal univerzity, aby vedle seminaristů přijímaly i laiky a zejména ženy, protože „přínos, který ženy dávají a mohou dát teologii, je nepostradatelný“ a je třeba ho podporovat.
František zřídil komisi, která měla prozkoumat historii žen jako diakonek v katolické církvi, ale po dvou letech setrvala na „ostře odlišných stanoviscích“ a rozpustila se. Otázkou je, zda požehnání, které diakonky v rané církvi dostávaly, se rovnalo svěcení a zda plnily podobné úkoly jako mužští jáhni. Uznal, že je třeba dalšího studia. V roce 2014 jmenoval vůbec první ženu členkou vatikánské kongregace s hlasovacím právem, Kongregace pro evangelizaci národů. V roce 2019 pak jmenoval sedm řeholních sester plnoprávnými členkami Kongregace pro instituty zasvěceného života a společnosti apoštolského života a čtyři ženy poradkyněmi sekretariátu biskupské synody, což Christopher Lamb z The Tablet označuje za „klíčové“ pro stanovení agendy papeže Františka.
V lednu 2021 František promulgoval list Spiritus Domini, který upravil kanonické právo tak, aby umožňovalo ženám vykonávat ustanovenou službu lektora a akolyty. Protože tato svěcení byla dříve považována za nižší svěcení a pro ženy byla uzavřena, papež František napsal, že v tomto ohledu došlo k doktrinálnímu vývoji.

### Ženatí kněží
Celibát nebyl nikdy považován za božský zákon pro kněze. František se vyjádřil, že je ochoten uvažovat o tom, že by někteří starší ženatí muži byli vysvěceni, zejména v misijních oblastech, kde je extrémní nedostatek kněží.

## Pastorační smysl

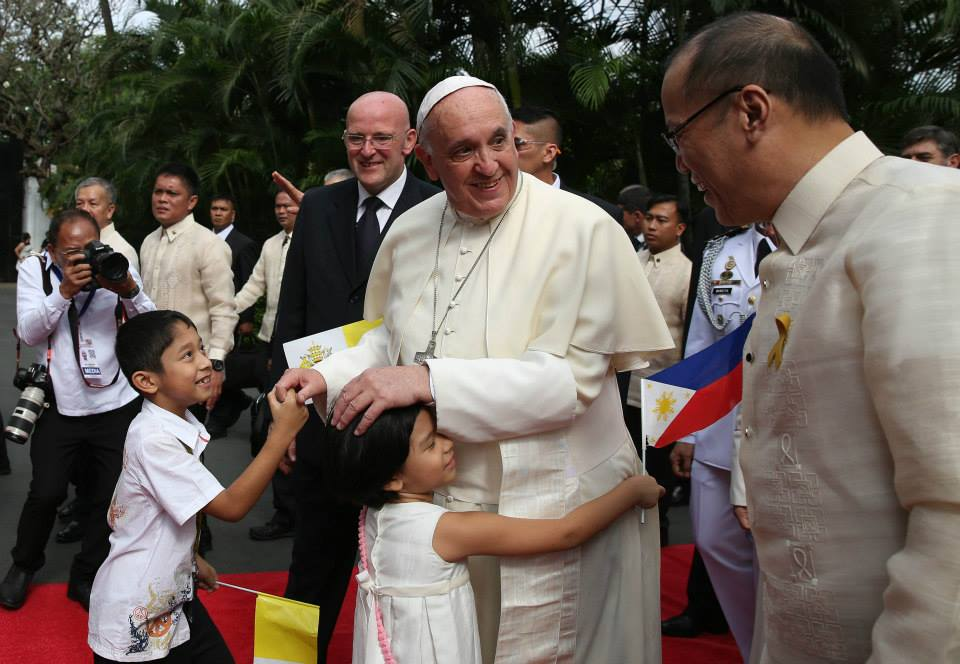
Papež František na Filipínách

V dopise Amoris Laetitia („Radost z lásky“) se František zasazuje o flexibilitu, toleranci a soucit v církvi. Píše: „Tím, že si myslíme, že všechno je černobílé, si někdy uzavíráme cestu milosti a růstu.“ Zpovědnice, jak říká,
nesmí být mučírnou, ale spíše setkáním s Pánovým milosrdenstvím, které nás podněcuje k tomu, abychom se snažili ze všech sil. Malý krok uprostřed velkých lidských omezení může být Bohu milejší než život, který se navenek zdá být v pořádku, ale prochází dnem bez konfrontace s velkými obtížemi.
Citoval svatého Ambrože: chléb při svatém přijímání „není odměnou pro dokonalé, ale mocným lékem a potravou pro slabé.“ Takové projevy vedly několik kardinálů v církvi k tomu, že hovořili o hrozícím schizmatu.
Při své návštěvě Spojených států František odsoudil: „Křesťanství, které ,děláʻ málo v praxi, zatímco neustále ,vysvětlujeʻ své učení, je nebezpečně nevyrovnané“ a připomněl svůj výrok, že „domnělá solidnost nauky nebo disciplíny vede naopak k narcistickému a autoritářskému elitářství, kdy člověk místo evangelizace analyzuje a klasifikuje druhé a místo aby otevíral dveře milosti, vyčerpává své síly v kontrolování a ověřování.“ Již dříve varoval před skrýváním se za „zdání zbožnosti a dokonce lásky k církvi“ při hledání „lidské slávy a osobního blaha“ a zdůrazňování určitých pravidel „zvláštního katolického stylu z minulosti.“
František doporučil kněžím, že „církev musí být místem milosrdenství, které se rozdává zdarma, kde se každý může cítit přijatý, milovaný, je mu odpuštěno a je povzbuzen k dobrému životu podle evangelia.“ Zmiňuje se o „agresivním a bojovném“ přístupu minulosti k zachování ryzosti a čistoty nauky. Říká, že evangeliu nejlépe posloužíme, „když nebudeme ovládat církevní nauku jako kyj“, ale když se budeme setkávat s lidmi „,na uliciʻ, naslouchat jejich obavám a ošetřovat jejich rány“, a tak budeme „díky pastorační ,konnaturalitěʻ vědět, jak lze církevní nauku nejlépe využít k hlásání Boží solidarity s chudými a trpícími tohoto světa a hojného Božího milosrdenství“.:138
František řekl, že v poslušnosti vůči působení Ducha svatého bychom měli hlásat víru bez proselytismu, v dialogu s národy, kulturami a různými náboženskými tradicemi, podle „evangelijního kritéria milosrdenství.“
František se při křtu 32 dětí v Sixtinské kapli držel svého neformálního způsobu a vyzval ženy, aby zde kojily své děti, „pokud mají hlad.“ Ačkoli je to při katolických bohoslužbách v Itálii téměř neslýchané, je to považováno za další z jeho snah „prolomit strnulý protokol ve Vatikánu.“

## Církevní liturgie a pobožnosti
Redakce časopisu Go into the Streets! píše, že „papež František zdědil církev, která se v mnoha ohledech vzdálila od vize Druhého vatikánského koncilu.“:87 John F. Baldovin popisuje Františkovo motu proprio Magnum Principium (3. září 2017) takto
jistě významnou změnu směru, pokud jde o to, kdo je zodpovědný za liturgické překlady. Papež změnil kánon 838 dvěma důležitými způsoby. Tíha odpovědnosti nyní mnohem více padá na bedra různých biskupských konferencí. ... Ty konference, které zažívaly napětí s Vatikánem ohledně revidovaných překladů, jako francouzsky a německy mluvící, mají nyní mnohem větší prostor pro rozhodování o tom, co je pro překlad liturgických textů nejlepší.
Tím se fakticky postavil proti snahám těch, kteří za papeže Jana Pavla II. požadovali, aby „liturgie co nejvíce odpovídala původním latinským textům“. Ve svém motu proprio František uvedl: „Lidové jazyky by se samy, často jen postupně, mohly stát liturgickými jazyky, které by vynikaly ne nepodobně liturgické latině elegancí stylu a hloubkou pojmů s cílem živit víru.“ Jason Horowitz to považoval za konec hnutí „reforma reformy“, které se snažilo zvrátit zásady liturgické reformy navržené II. vatikánským koncilem, nebo, jak se vyjadřuje František, „mluvit o ,reformě reformyʻ je omyl!“ František již dříve napsal: „Nemůžeme požadovat, aby národy všech kontinentů při vyjadřování své křesťanské víry napodobovaly způsoby vyjadřování, které evropské národy vyvinuly v určitém okamžiku svých dějin.“ Porušil vatikánskou tradici, když v mexickém Chiapasu sloužil mši, která zahrnovala domorodé mayské prvky, a vybídl mexické biskupy, aby projevili podobnou „zvláštní něhu ve způsobu, jakým přistupujete k domorodým národům.“ Distancoval se od předchozích papežů, kteří dali široké svolení k návratu k latinské mši. František se také vyslovoval proti snahám povzbuzovat kněze, aby sloužili mši ad orientem, a označoval „oltář za střed, ke kterému naše kostely upírají pozornost.“
O slavení eucharistie říkal: „Svátost není ,magický obřadʻ, ale spíše nástroj, který si Bůh vybral, aby i nadále kráčel po boku člověka jako jeho společník na cestě životem.“ V krátkém proslovu k liturgistům k výročí Musicam sacram František osmkrát zmiňuje důležitost aktivní účasti lidu na zpěvu, což znovu zdůrazňuje v proslovu k charismatikům. Řekl, že od té doby, co mu byla odstraněna horní část pravé plíce, je příliš zadýchaný na to, aby mohl zpívat mši.
Když se zamýšlel nad hlubokým smyslem přijímání chleba, vycházel z Pavlových listů, které poukazují na jednotu jako Kristova těla, kde všichni společně trpí a jsou společně uctíváni 1Kor 12, 26 (Kral, ČEP). Říkal, že přijímání není „soukromá modlitba nebo krásné duchovní cvičení“, ale prostředek proměny člověka, přijetí Kristova srdce: pokojného, odpouštějícího, smiřujícího, solidárního se všemi.
František vysvětloval, že svátosti jsou prostředkem nebo nástrojem, nikoli cílem samým o sobě. Dále říkal, že skuteční učedníci se ve svátostech setkávají s Pánem a získávají sílu následovat Ježíšovo učení. Modlitbami a pobožnostmi nelze zakrývat nespravedlnost, nepoctivost a bezcharakternost vůči bližnímu. V encyklice Gaudete et exsultate kladl důraz na dobré skutky jako prostředek ke svatosti, jak poznamenává Alan L. Anderson: „Považuji za zvláštní, že v nabádání Jeho Svatosti je věnováno tak málo pozornosti klíčové roli, kterou hrají svátosti při dosahování svatosti. Vskutku, pokoušet se o svatost bez nich by znamenalo, no, koketovat s neopelagianismem.“ Sám František však zdůraznil, že je důležité, aby svátosti byly snadno dostupné všem, často uprostřed dnešních obtížných okolností, a aby dary zůstaly anonymní, aby se nezdálo, že svátosti mají svou cenu.

### Soukromé pobožnosti
František řekl: „Je smutné setkat se s privatizovanou církví, protože tato forma sobectví svědčí o nedostatku víry.“ Kritizuje lidi, kteří prosazují zprivatizovanou zbožnost a přitom zanedbávají formaci laiků směrem k rozvoji společnosti. Na adresu charismatiků František zdůraznil, že jejich úsilí musí jít nad rámec obracení lidí ke katolicismu, ale také k péči o potřebné a práci pro spravedlnost. Řekl také, že „eucharistie není soukromá modlitba“, ale měla by proměnit náš život v Ježíšův vlastní „dynamismus lásky“ a učinit z nás „lidi pokoje, lidi odpuštění, smíření, solidárního sdílení.“ Pokud jde o vztah mezi soukromou zbožností a veřejným životem, František jako první pontifik navrhl automatickou exkomunikaci pro mafii, a to při mši svaté pod širým nebem v Kalábrii: „Ti, kdo se ve svém životě vydali po špatných cestách, jako v případě mafie, nejsou u Boha, jsou exkomunikováni.“
František označil za „pošetilost“ ty, kdo chtějí rozšířit tituly a pobožnosti nabízené Panně Marii, a dodal, že „ona nikdy nechtěla pro sebe něco, co by patřilo jejímu synovi“, ale sama byla Ježíšovým učedníkem.

## Primát charity
František řekl: „Dokonce i ateisté. Všichni! ... Jsme stvořeni jako děti k Boží podobě ... a všichni máme povinnost konat dobro.“ Jako důkaz toho, jak Bůh soudí, poukazoval na scénu Posledního soudu v Matoušově evangeliu: to, co děláme pro chudé, hladové, nemajetné, vyvržené, trpící a osamělé, považuje Ježíš za vykonané pro sebe Mt 25, 37–40 (Kral, ČEP). A poukazoval na blahoslavenství, která ukazují, co dává hluboké štěstí, podle čeho by se katolíci měli snažit žít každý den: být chudí v duchu, tiší a pokorní srdcem, milosrdní a pokojní, lačnící a žíznící po spravedlnosti. Většinu kapitoly v Gaudete et exsultate věnoval vysvětlení těchto blahoslavenství jako cesty ke svatosti pro každého (63–94).
V reakci na sekularizaci společnosti na „postkřesťanském Západě“ František navrhoval nový přístup k evangelizaci, který se liší od důrazu jeho předchůdců na věrnost učení. Vyzývá k větší pozornosti katolickému sociálnímu učení, na které lidé hledají odpověď u víry: ekonomické rovnosti, právům migrantů a úsilí proti globálnímu oteplování. Robert Royal, redaktor časopisu The Catholic Thing, však říká, že právě v těchto otázkách „jsou chybné úsudky Vatikánu až příliš časté“ a že „Vatikán v současnosti sleduje soustavnou linii protizápadní kritiky, namířené proti údajné xenofobii, dravé ekonomice a ,hříchůmʻ životního prostředí Evropy i Severní Ameriky.“

### Kapitalismus

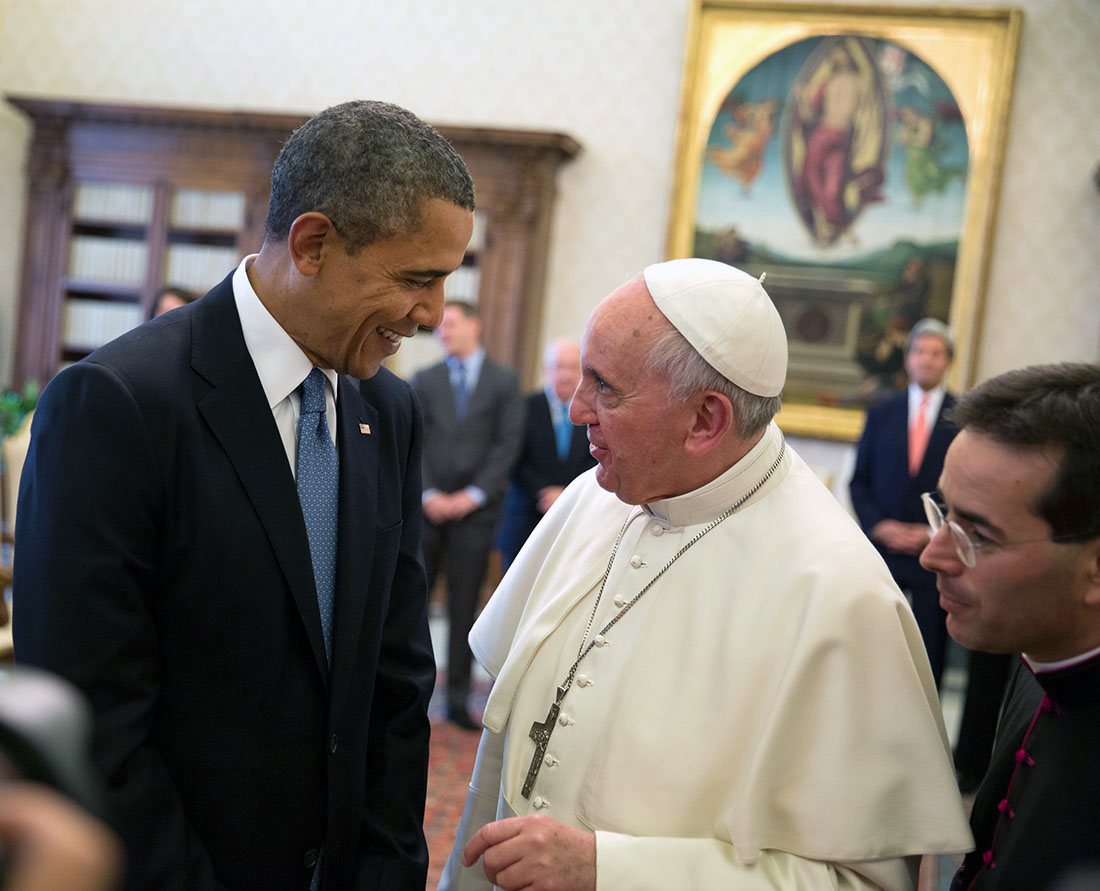
Papež František s americkým prezidentem Barackem Obamou

František od počátku svého pontifikátu útočil na škody, které chudým působí to, co nazývá hříchem tržních spekulací. Ještě v Buenos Aires byl kvůli svým častým návštěvám chudinských čtvrtí znám jako „biskup slumů“. Od té doby, co se stal papežem, říká, že jeho církev by měla být blíže chudým, a útočí na globální ekonomický systém založený na „bohu peněz“. Představitelům OSN řekl, že budoucí cíle udržitelného rozvoje této organizace by měly klást důraz na „strukturální příčiny chudoby a hladu.“
Františkova první apoštolská exhortace k církvi Evangelii gaudium byla popsána jako „ostrý útok na příjmovou nerovnost“ v naší „kultuře blahobytu“, která nás „umrtvuje“ vůči bídě chudých, jejichž „životy zakrnělé kvůli nedostatku příležitostí se zdají být pouhou podívanou; nedokážou nás dojmout.“ František píše, že někteří lidé „nadále hájí teorie o snižování příjmů“, což je víra, která „nebyla nikdy potvrzena fakty“. Rush Limbaugh, konzervativní komentátor ve Spojených státech, označil papežovo poselství za „čistý marxismus“. Miliardář Kenneth Langone varoval kardinála Timothyho M. Dolana, že takové výroky mohou zhatit finanční podporu potřebnou k obnově katedrály svatého Patrika v New Yorku.
Autorka Elisabetta Piquéová, Františkova blízká přítelkyně, píše: „František chce zbořit zeď mezi severem a jihem světa ... (v) nové ,studené válceʻ, kterou musí vyhrát nad sobectvím.“ Zatímco křesťanská etika vždy učila, že bohatství země je určeno pro společné dobro, František byl pro svůj požadavek větší rovnosti nazýván marxistou. František „postavil chudé, problémy nerovnosti a strukturální nespravedlnosti do středu poslání církve, a tedy do středu křesťanské spirituality a života.“:92 Nerovnost označuje za „kořen všech sociálních neduhů“ a na hospodářské a vládní představitele klade odpovědnost za řešení jejích strukturálních příčin a za zajištění přístupu všech občanů ke vzdělání, důstojné práci a zdravotní péči. Považuje to za zásadní pro řešení všech světových problémů. V proslovu k zahraničním velvyslancům ve Vatikánu vyzval k větší vládní kontrole nad jejich ekonomikami a označil za nové „zlaté tele“ uctívání peněz v ekonomice, která nedokáže zajistit obecné blaho. František řekl, že bohatství z finančních a komoditních spekulací je skandální a ohrožuje přístup chudých k potravinám. Na otázku, zda je označován za leninistu, František odpověděl: „Komunisté nám ukradli vlajku. Vlajka chudých je křesťanská. Chudoba je středem evangelia“ a komunismus přišel „o dvacet století později“.
Italský novinář konstatuje, že Františkovy výroky o kapitalismu v Evangelii gaudium „zasáhly cíl“, čímž vyprovokoval řadu významných mluvčích kapitalismu, a dodává: „Papež František se nebojí světu oznámit limity, které jsou po finančním debaklu (ve Spojených státech) v roce 2008 každému zřejmé, ekonomického modelu, který, ponechán sám sobě, pravděpodobně zahltí svět.“ František hledal dlouhodobé zásahy politických subjektů pro zlepšení ekonomických systémů, nikoliv pro svržení těchto systémů. Jeho dlouhodobý pohled byl v souladu s církevní tradicí a s nedávnými pontifiky:ii a s jeho upřednostňováním „času před prostorem“.:157
František kritizoval teorii „trickle-down“, která tvrdí, že ekonomický růst kapitalismu vede k všeobecné prosperitě, jak ji občas zastávala Republikánská strana ve Spojených státech. Charakterizoval ji jako nikdy nepotvrzenou fakty a sakralizující ekonomický systém s „hrubou a naivní důvěrou v dobrotu těch, kdo mají ekonomickou moc“. František využil příležitosti svého projevu v americkém Kongresu v roce 2015, aby uznal výhody kapitalismu a objasnil, že neobhajuje marxismus. Jeho kritika kapitalismu je v souladu s kritikou papeže Jana Pavla II. v Centesimus annus.
František naznačoval, že Ježíše můžeme najít ve tvářích, hlasech a prosbách druhých, které nás neustále vyzývají k životu v bratrství. Poté, co František hostil úspěšná jednání o usmíření mezi Kubou a Spojenými státy, byl prezidentem Obamou pochválen za to, že ukázal, „jak je důležité usilovat o svět, jaký by měl být, místo toho, abychom se prostě spokojili se světem, jaký je.“
Rush Limbaugh a další konzervativci označili názory papeže Františka za marxistické v důsledku jeho kritiky kapitalismu s absolutní tržní autonomií. V obecné reakci na ty, kteří ho označují za marxistu, František řekl, že „marxistická ideologie je špatná. Ve svém životě jsem však potkal mnoho marxistů, kteří jsou dobrými lidmi, takže se necítím uražen ... V této výzvě není nic, co by nebylo možné nalézt v sociální nauce církve.“
Ve své třetí encyklice Fratelli tutti František v souvislosti s pandemií covidu-19 ostře odsoudil neoliberální ortodoxii a prohlásil, že „trh sám o sobě nemůže vyřešit všechny problémy, jakkoli se po nás chce, abychom tomuto dogmatu neoliberální víry věřili“, a že pandemie odhalila „roztříštěnost, která ztížila řešení problémů, jež se týkají nás všech.“ Dodal, že „každý, kdo si myslí, že jediné poučení, které jsme si z toho vzali, byla potřeba zlepšit to, co jsme již dělali, nebo zdokonalit stávající systémy a předpisy, popírá realitu.“ František pokračoval v dialogu se zastřešující organizací „Strážci inkluzivního kapitalismu“, která zastupuje společnosti s tržní kapitalizací přes 2,1 bilionu dolarů a 200 miliony zaměstnanců.

### Volba pro chudé
Hlavní článek: Volba pro chudé
„Chtěl bych církev, která je chudá a je pro chudé,“ řekl po svém zvolení. Papež uvedl, že jméno František si zvolil v přímém odkazu na Františka z Assisi, zakladatele františkánského řádu, který se věnoval chudým. Při svém prvním setkání s médii nový papež dále vysvětloval: František z Assisi byl „mužem chudoby, mužem míru, mužem, který miluje a chrání stvoření, ... (který) by chtěl chudou církev pro chudé.“:5 Richard L. Clarke, anglikánský primas celého Irska, řekl, že Františkovo „naléhání, že chudí světa jsou Kristovým nejhlubším zájmem“, sice není nic nového, ale jeho „prostota životního stylu ... nepochybně přinesla všem křesťanům nový impuls a cíl.“:122 „Pozornost věnovaná chudým se stala charakteristickým znakem Františkova pontifikátu“, nejviditelnější prioritou jeho pontifikátu. Podle něj je „chudoba pro nás křesťany ... teologickou kategorií“. Jeho vedení odráželo jeho přesvědčení, že „dobré vedení vypadá jako Ježíš v akci“, a říká: „Ježíš se učinil chudým, aby šel po cestě s námi.“ Církev by pro něj měla být „chudá a pro chudé“, s „tvůrčím zájmem a účinnou spoluprací při pomoci chudým, aby mohli žít důstojně, a oslovovat všechny“. Bez toho budou všechny náboženské praktiky a řeči o sociálních otázkách jen kamufláží. František očekával, že se někteří jeho slovy pohorší, ale chtěl by pomoci „těm, kdo jsou v zajetí individualistické, lhostejné a sebestředné mentality, aby ... vnesli důstojnost do své přítomnosti na této zemi.“ František řekl, že „je známou skutečností, že současná úroveň výroby je dostatečná, a přesto miliony lidí stále trpí a umírají hlady. To je skutečně skandální.“ Řekl také: „Bůh vždy odpouští, ale země ne. ... Je bolestné vidět, jak boji proti hladu a podvýživě brání tržní priority, nadřazenost zisku, které redukují potraviny na zboží jako každé jiné, podléhající spekulacím a zejména finančním spekulacím. ... Žádáme o důstojnost, ne o milodary.“ Jeden z výroků Františkovy apoštolské exhortace Evangelii gaudium, který vzbudil širokou pozornost médií, zněl: „Dokud nebudou problémy chudých radikálně řešeny odmítnutím absolutní autonomie trhů a finančních spekulací a útokem na strukturální příčiny nerovnosti, nenajdeme řešení problémů světa, respektive žádných problémů.“

### Uprchlíci a imigranti
František stál v čele zdůrazňování důležitosti pomoci uprchlíkům. Při návštěvě hranic Spojených států s Mexikem řekl: „Člověk, který myslí jen na stavění zdí – ať už jsou kdekoli – a ne na stavění mostů, není křesťan.“ Jeho pozdější návrh „nestavět zdi, ale mosty“ byl také médii široce interpretován jako adresovaný americkému prezidentovi Donaldu Trumpovi a František jej zopakoval v souvislosti s Trumpovou imigrační politikou. František řekl, že „abychom mohli správně mluvit o svých vlastních právech, musíme rozšířit svou perspektivu a vyslyšet prosby jiných národů a jiných regionů, než jsou ty v naší vlastní zemi.“ V tom, že se obracíme zády k migrantům a uprchlíkům, viděl papež František novou „globalizaci lhostejnosti“, svého „odosobněného Ježíše, který od nás nic nepožaduje, pokud jde o druhé.“ Jezuita John Zupez píše: „V programové exhortaci Evangelii gaudium František po pouhých třech úvodních větách vyzývá k větší expanzi křesťanského ducha: ,Velkým nebezpečím dnešního světa, který je prostoupen konzumem, je opuštěnost a úzkost, jež se rodí ze samolibého a zároveň chamtivého srdce, z horečné honby za frivolními požitky a z otupělého svědomí.ʻ František dále odsuzoval hledání útěchy v ,úzkém kruhu blízkých přátelʻ nebo v náboženských cvičeních, která ,nepodněcují k setkání s druhými.ʻ“ Poznamenal, že „pokud investice do bank klesnou, je to tragédie a lidé si říkají ,co budeme dělatʻ, ale pokud lidé umírají hlady, nemají co jíst nebo trpí špatným zdravím, není to nic.“ Dodal, že církev, která je chudá a pro chudé, musí proti této mentalitě bojovat. Inspirován oddaností papeže Františka chudým, nabízí Vatikánem vlastněný kostel Santa Maria lůžka migrantům bez domova v lodi kostela pod nedocenitelnými renesančními freskami.
V září 2019, při příležitosti 105. světového dne migrantů a uprchlíků, byla na Svatopetrském náměstí poprvé po 400 letech instalována nová socha. Dvacetimetrová bronzová socha znázorňuje skupinu 140 migrantů a uprchlíků v životní velikosti z různých kulturních prostředí a časových období, kteří společně cestují na lodi. Byla popsána jako „svědectví trvalého zájmu papeže Františka o osud uprchlíků a imigrantů.“

### Environmentalismus
Viz též: Křesťanský pohled na životní prostředí, Udržitelnost a Náboženství a environmentalismus
Papež František ve své encyklice Laudato si’ („Tobě buď chvála“) z května 2015 použil nejvyšší stupeň papežského učitelského úřadu, aby upozornil na „náš hřích“, kterým je ničení přírodního prostředí. Tara Isabella Burtonová z časopisu The Atlantic v tom spatřovala změnu důrazu v církevním učení směrem ke smíření se stvořeným světem způsobem, který je „radikálně a hluboce, pro-life“. V Laudato si’ František vyzývá k „široké kulturní revoluci“ mezi všemi národy, aby čelily ekologické krizi. Sloupkař a jezuitský kněz James Martin označil encykliku za „revoluční“, "„systematický přehled krize z náboženského hlediska.“ The New York Times shrnul, že „František zopakoval vědecky prokázané skutečnosti, že spalování fosilních paliv otepluje planetu, řekl, že tento dopad ohrožuje chudé obyvatele světa, a vyzval k vládní politice, která by omezila využívání fosilních paliv.“
V rámci přípravy encykliky František v dubnu 2015 sponzoroval vrcholné setkání Papežské akademie věd, které se zaměřilo na vztahy mezi chudobou, hospodářským rozvojem a změnou klimatu. Setkání zahrnovalo prezentace a diskuse vědců, náboženských představitelů a ekonomů. Hlavní projev přednesl generální tajemník OSN Pan Ki-mun, který v prosinci 2015 na konferenci OSN o změně klimatu v Paříži vyzval světové lídry, aby schválili dohodu o změně klimatu. V červnu 2019 pak František na setkání ve Vatikánu, které klimatolog Hans Joachim Schellnhuber označil za jedno z nejvýznamnějších ve své třicetileté kariéře, „přesvědčil generální ředitele velkých ropných společností, aby změnili své stanovisko ke změně klimatu.“ Byli mezi nimi generální ředitelé společností ExxonMobil, BP, Royal Dutch Shell a Chevron, kteří se zavázali odvrátit to, co František označil za „klimatickou nouzi“, která hrozí „spácháním brutálního aktu nespravedlnosti vůči chudým a budoucím generacím.“ František „zdůraznil potřebu radikální energetické transformace k záchraně našeho společného domova.“ Zavázali se „urychlit energetickou transformaci ... a zároveň minimalizovat náklady pro zranitelné komunity.“
V roce 2019 prohlásil, že ekocida je hřích a měla by se stát „pátou kategorií zločinů proti míru, která by jako taková měla být uznána mezinárodním společenstvím.“
V roce 2021 bylo oznámeno, že od roku 2022 bude papež používat elektrický papamobil po vzoru SUV Fisker Ocean. Ekologický papamobil měla navrhnout a zkonstruovat kalifornská start-upová společnost Fisker Inc.
Na začátku konference OSN o změně klimatu v roce 2021 ve skotském Glasgow, které se nezúčastnil, místo toho vyslal kardinála Pietra Parolina, který o summitu řekl: „Kéž toto setkání přinese účinné odpovědi, které nabídnou konkrétní naději budoucím generacím.“ A dodal, že křesťané by se měli modlit za „pláč Země.“

## Morálka jako prostředek Božího milosrdenství
František nazval milosrdenství „základním kamenem života víry“, kterým „zviditelňujeme Ježíšovo vzkříšení“. Při zahájení mimořádného jubilejního roku milosrdenství František hovořil o tom, že „Bohu křivdí, když mluvíme o hříších potrestaných soudem dříve, než o jejich odpuštění Božím milosrdenstvím.“
Kardinál Walter Kasper označil milosrdenství za „klíčové slovo svého pontifikátu, ... (zatímco) scholastická teologie toto téma zanedbala a učinila z něj pouhé podružné téma spravedlnosti.“:31-32 František označil milosrdenství za „samotnou podstatu Ježíšova evangelia“ a požádal teology, aby to ve své práci reflektovali. V encyklice o svatosti pro každého Gaudete et exsultate je milosrdenství ústředním tématem: „Jaké je celkové shrnutí svatosti podle papeže Františka? Vychází z blahoslavenství: ,Vidět a jednat s milosrdenstvímʻ.“ „Františkovým heslem je milosrdenství, ale milosrdenství se drží především nikoli ve změnách nauky, ale v novém způsobu, jakým jsou katolíci vyzýváni, aby o nauce přemýšleli“, v pastorační praxi v souladu s tím, co „chce Ježíš – církev pozornou k dobrotě, kterou Duch svatý rozsévá uprostřed lidské slabosti.“ František to zdůraznil mytím nohou vězňům, což bylo pro některé lidi šokující gesto.
V duchu aggiornamenta II. vatikánský koncil vnímal potřebu přiblížit příručky morální teologie reálným životním situacím lidí, a jak zdůraznil kardinál Montini, potřebu „odvážné změny“, která by „podřídila právo lásce.“ František zase řekl, že „křesťanská morálka není stoicismus, sebezapření, pouhá praktická filozofie nebo katalog hříchů a chyb. Přede vším ostatním nás evangelium vybízí, abychom odpověděli Bohu lásky, který nás zachraňuje, abychom viděli Boha v druhých a abychom vyšli ze sebe a hledali dobro druhých.“
| „                | Svatý Tomáš Akvinský poukázal na to, že přikázání, která Kristus a apoštolové dali Božímu lidu, „je velmi málo“. S odvoláním na svatého Augustina poznamenal, že na přikázáních, která církev následně nařídila, je třeba trvat s mírou, „aby nezatěžovala život věřících“ a nečinila z našeho náboženství formu otroctví, zatímco „Boží milosrdenství chtělo, abychom byli svobodní“. | “ |
| — Clemens Sedmak | |   |

Varoval před „kodifikací víry v pravidlech a předpisech, jak to dělali zákoníci, farizeové a doktoři Zákona v Ježíšově době. Pro nás bude vše jasné a uspořádané, ale věřící a hledající budou stále hladovět a žíznit po Bohu.“ Dále popsal církev jako polní nemocnici, kde by lidé měli poznat Boží teplo a blízkost, a kde pastýři mají „vůni ovcí“. Poslední výrok se stal virálním, a stal se názvem knihy S vůní ovcí: Papež František promlouvá ke kněžím, biskupům a dalším pastýřům. V ní „varuje před hříchy ,sebereferenceʻ, klerikalismu, kariérismu a světskosti a zdůrazňuje důležitost milosrdenství“, což přineslo negativní kritiku konzervativních médií, kde se na to ptali: „Kdo je pro církev ,polní nemocniceʻ strážcem? ... panteon národních konferencí biskupů římského typu, nebo snad jen schizmatická a plochá ,kongregační teokracieʻ, podobná spíše islámu? ,Pach ovcíʻ je jedna věc, pach vlků v rouše beránčím by byl věc druhá.“

### Aplikace na konkrétní problémy
Pokud jde o homosexuály, František údajně překročil rámec současného Katechismu a řekl jednomu homosexuálovi, že být homosexuálem není volba. Také řekl: František také uvedl: „Domnívám se, že církev by se měla omluvit nejen člověku, který je homosexuál a kterého urazila, ale musí se omluvit i chudým, vykořisťovaným ženám, dětem vykořisťovaným k práci; musí požádat o odpuštění za to, že požehnala mnoha zbraním.“ František apeloval na spotřebitele, aby odmítali levné zboží vyrobené nucenou prací nebo vykořisťováním, a označil práci za nízkou mzdu za formu otroctví.
Když František hovořil o těch, kteří nemohou uspokojit své základní potřeby v oblasti jídla a zdravotní péče, vyzíval všechny národy, aby projevily "„ochotu podělit se o všechno a rozhodly se být dobrými samaritány namísto lidí, kteří jsou lhostejní k potřebám druhých.“
Ve výzvě ke zrušení trestu smrti a doživotního vězení František kritizoval pokusy řešit problémy společnosti prostřednictvím veřejných trestů namísto „provádění jiného typu sociální politiky, hospodářské politiky a politiky sociálního začleňování.“
František snížil trest za sexuální zneužívání knězem z vězení na doživotní modlitby a zákaz vysluhovat svátosti nebo se přibližovat k dětem, spolu s pětiletou psychoterapií. O případu řekl: „Byl jsem nový a těmto věcem jsem dobře nerozuměl a před dvěma možnostmi jsem si vybral tu benevolentnější. ... Bylo to jedinkrát, kdy jsem to udělal, a už nikdy více.“

### Sexuální morálka jako dobrá zpráva
Viz také: Amoris laetitia a Papež František a témata LGBT
František se ohradil proti posedlosti církve rozdělujícími a ožehavými sexuálními otázkami, jako jsou potraty, homosexuální sňatky a antikoncepce, a řekl, že nepovažuje za nutné neustále opakovat církevní učení v těchto otázkách. Vatikánský poradce pro komunikaci řekl agentuře Associated Press: „To, co říká, je: 'Strávili jsme spoustu času mluvením o hranicích. Strávili jsme spoustu času mluvením o tom, co je hřích a co ne. Teď se posuňme dál. Pojďme mluvit o milosrdenství. Mluvme o lásce.“ Dublinský arcibiskup Diarmuid Martin, který je některými považován za nejreformnějšího katolického představitele v Irsku, řekl, že Františkovy poznámky bude pro církev těžké uvést do praxe, protože existuje tendence „uvíznout“ v pasti dobra a zla, bílé a černé barvy katolického učení.
Argentinský arcibiskup Víctor Fernández vysvětlil kontroverze, které vznikly kvůli Františkovým slovům: „Problém je v tom, že fanatici nakonec některé zásady přemění v celoživotní boj a záměrně diskutují pouze o těchto otázkách. ... Existují i jiné otázky, o kterých se nediskutuje: miluj bližního svého, konej spravedlnost vůči utlačovaným, ... .“:33,34 Scholasticko-filozofický přístup k morálce vycházející převážně z Tomáše Akvinského byl za pontifikátu Jana Pavla II. využit k tomu, aby se věnovala pozornost „vnitřnímu zlu“ potratů. František „nachází v Bibli alternativní tradici, které se dotkl II. vatikánský koncil ... a která si bere za předmět ,hříchy sílyʻ, včetně nepřevzetí osobní odpovědnosti za stav širšího světa.“ M. Cathleen Kavenyová v Americe píše, že podle jejího názoru není správné používat termín „vnitřní zlo“ pro určení závažnosti zla, ani by vnitřní zlo nemělo být takto úzce vymezeno. V roce 2013 Massimo Faggioli napsal: „Katolicismus pohybu ,na okrajʻ, který ohlásil papež František, znamená také snahu opustit politickou kulturu neokonzervativního a neoliberálního katolicismu, ... návrat ke katolicismu, který hledá ,společnou řečʻ, jako například chicagský kardinál Joseph Bernardin.“ To je odklon od neokonzervatismu mezi katolíky ve Spojených státech, který vládl od Reaganovy éry a který byl založen na „protipotratovém postoji, který byl izolován od ,sociální otázkyʻ regulace trhu,:81 nebo jiných základních práv.“ Zároveň František sice může být „radikálním reformátorem“, ale věří, že „úkolem papežství je zachování učení předaného Ježíšem Kristem.“ To znamená zachování církevní nauky, jako například v otázce potratů a umělé antikoncepce, kde nereaguje na konkrétní nesprávné interpretace svých slov, ale využívá pozdější příležitosti k objasnění své ortodoxie:385-6 František poukázal na to, že „sám Pavel VI. nakonec vyzval zpovědníky, aby byli velmi milosrdní a věnovali pozornost konkrétním situacím, ... šli do hloubky a dbali na to, aby pastorace brala v úvahu situace a to, co je pro osoby možné udělat.“
František kritizoval homilie, „které by měly být kerygmatické, ale nakonec mluví o všem, co souvisí se sexem, ... zda se zúčastnit či nezúčastnit demonstrace proti návrhu zákona ve prospěch používání kondomů.“ A dodává: „Je třeba, abychom si uvědomili, že se v tomto případě nejedná pouze o kondomy.“ A doplňuje: „Nakonec zapomínáme na poklad živého Ježíše, na poklad Ducha svatého přítomného v našich srdcích, na poklad projektu křesťanského života, který má mnoho důsledků, jež jdou mnohem dál než jen k sexuálním otázkám.“ Církev by neměla být „,posedláʻ homosexuály, potraty a antikoncepcí.“
Nemůžeme trvat pouze na otázkách souvisejících s potraty, homosexuálními sňatky a používáním antikoncepčních metod. ...Dogmatické a morální učení církve není ve všech případech rovnocenné. Pastorační služba církve nemůže být posedlá předáváním nesourodého množství doktrín, které je třeba neodbytně vnucovat. Hlásání v misijním stylu se zaměřuje na to podstatné, na nezbytné věci: to je také to, co více fascinuje a přitahuje, co rozpaluje srdce, jako tomu bylo u učedníků v Emauzích. Musíme najít novou rovnováhu, jinak se i morální stavba církve pravděpodobně zhroutí jako domeček z karet a ztratí svěžest a vůni evangelia. Nabídka evangelia musí být prostší, hlubší, zářivější. Z tohoto návrhu pak vyplývají morální důsledky.
To kontrastuje s prioritami jeho předchůdců Jana Pavla II. a Benedikta XVI., kteří považovali nauku za hlavní vodítko pro duchovenstvo. Klérus ve Spojených státech již projevil znepokojení nad tím, že František nezdůraznil církevní učení o potratech, antikoncepci a homosexualitě. František dodal: „Tato církev, s níž bychom měli počítat, je domovem všech, nikoli malou kaplí, která pojme jen malou skupinu vybraných lidí. Nesmíme zmenšovat lůno univerzální církve na hnízdo chránící naši průměrnost.“
Deník The Advocate (Louisiana) při vyhlašování Františka osobností roku poukázal na jeho „výraznou změnu rétoriky oproti jeho dvěma předchůdcům.“ Je dobře známo, že církevní učení o umělé antikoncepci, obsažené v Humanae vitae, bylo v živé tradici přijato velmi špatně. František během svých cest volně hovoří s novináři v letadle a při obhajobě přirozeného plánování rodiny se vyjádřil: „Někteří lidé si myslí, že abychom byli dobrými katolíky, musíme se množit jako králíci, že?“
Na mimořádném generálním shromáždění biskupů v roce 2014, které bylo přípravou na synodu o rodině v roce 2015, František doporučil „opravdové duchovní rozlišování, ... aby se daly odpovědi na mnohá znechucení, která rodiny obklopují a dusí.“ Průzkum, k němuž František před synodou vyzval, ukázal, že v Německu „obrovské procento lidí (v některých otázkách až 97 %) ignorovalo učení církve v těchto oblastech (týkajících se sexuality, nového manželství, kontroly porodnosti, ...).“
Na synodě v roce 2015 se rozhořela otázka přijímání rozvedených katolíků žijících v civilním manželství. Píše o něm Františkův nástupce v arcibiskupském úřadě v Argentině: „Doporučuje, abychom nikdy nepřestali číst slova svatého Ambrože a svatého Cyrila Alexandrijského ..., která nás vyzývají, abychom nebyli rigidní při podávání eucharistie“:53 Jako arcibiskup sloužil František mši svatou mezi chudými v Buenos Aires a „v jedné chudinské čtvrti je 90 procent vašich věřících svobodných nebo rozvedených. S tím se musíte naučit vyrovnat. Přijímání pro rozvedené a znovu sezdané není problém. Všichni přijímají.“:88 „Stále nachází stopy Boha v každém, ... zejména v těch, o kterých mylně soudíme, že nejsou hodni sedět u stolu Páně.“:85 Vedl lidi k tomu, „aby v životě místní církve vytvořili prostor pro lidi na okraji společnosti, ... aby šli příkladem a povzbuzovali lidi, kteří se potýkají s problémy.“:180 Je to papež, který měl za úkol napsat Amoris laetitia, shrnutí synod o rodině. Následoval linii progresivistů na synodě a navrhl, aby biskupové posunuli církevní praxi blíže k reálným životním situacím a aby doprovázeli lidi při „rozlišování“ a zpytování svědomí, „aby dali prostor svědomí věřících, kteří velmi často odpovídají na evangelium, jak nejlépe dovedou, uprostřed svých omezení, a jsou schopni provádět vlastní rozlišování ve složitých situacích.“ Napsal, že kromě toho ponechává tuto záležitost na místních biskupských konferencích v duchu kolegiality, kterou prosazoval.Biskupové v Německu diskutovali o této otázce více než deset let. František se postavil na stranu většiny, k níž patřil kardinál Walter Kasper, proti těm, které vedl kardinál Gerhard Ludwig Müller. František posílil ruku těch německých biskupů, kteří spolu s Kasperem napsali, že „katolíci, kteří po rozvodu uzavřeli nový sňatek podle občanského práva, jsou zváni, aby chodili do kostela, podíleli se na svém životě a dozrávali jako živí členové církve“, nenabídli „žádné obecné pravidlo“, netrvali na tom, aby kněží podávali rozvedeným svaté přijímání, ale vyzývali k „diferencovaným řešením, která jsou přiměřená jednotlivým případům.“ Podobný pokyn vydaly biskupské konference v Argentině a na Maltě. Pětadvacetistránkový dopis obviňující Františka z šíření hereze prostřednictvím Amoris laetitia nese 62 podpisů katolíků, například duchovních a řeholníků, ale Richard Gaillardetz z Boston College říká, že všichni signatáři jsou „marginálními postavami.“ V květnu 2019 koalice konzervativních katolických duchovních a akademiků uvedla Františka v mnoha bodech kacířství, mezi nimiž bylo i povolení rozvedeným katolíkům přijímat. Kardinál Gerhard Müller, kterého František odvolal z funkce šéfa vatikánské doktríny, vystoupil v únoru 2019 s prohlášením, které média označila za „jasný projev konzervativní kritiky Františkova důrazu na milosrdenství a doprovázení oproti zaměření na opakování katolické morálky a doktríny během předchozích dvou pontifikátů.“ Thomas J. Reese obhajoval Františkovy změny jako konzistentní s jinými případy, kdy chápání katolíků předcházelo změnám v církevním učení, a uvedl případy lichvy, heliocentrismu a náboženské svobody. V červenci 2020 kardinál Angelo Scola, který se v papežské volbě v roce 2013 umístil na druhém místě za Františkem, obhajoval Františkovo papežství slovy: „Papež František se snaží otřást svědomím tím, že zpochybňuje ustálené zvyky a obyčeje v církvi a pokaždé takříkajíc zvedá laťku. ... Skutečně považuji za obdivuhodnou a dojemnou mimořádnou schopnost papeže Františka přiblížit se všem, a zejména vyloučeným.“
František ve své knize úvah napsal: Strach ze ztráty „ovcí, které jsou již bezpečně v ohradě ... (je) logikou učitelů zákona.“ Všichni učenci zákona se obávají, že ztratí „ovce, které jsou již bezpečně uvnitř ohrady. ... Logika Boží ... přijímá, objímá a proměňuje zlo v dobro. ... Učí nás, co máme dělat, jakou logikou se řídit, když čelíme lidem, kteří trpí fyzicky i duchovně.“

### Teologie osvobození
Pouhých šest měsíců po začátku svého pontifikátu pozval František na setkání Gustava Gutiérreze. Měli společného učitele Lucia Gera. Gutiérrez, považovaný za jednoho z nejvýznamnějších zastánců teologie osvobození, se v roce 1964 zúčastnil konference v Petrópolisu, která je považována za místo, kde se zrodila teologie osvobození. Na této konferenci Lucio Gera hovořil na téma „Význam křesťanského poselství uprostřed chudoby a útlaku.“ Gera byl také Bergogliovým učitelem, který jako arcibiskup Buenos Aires projevil Gerovi úctu tím, že mu dovolil být pohřben v kryptě katedrály.:16 V Argentině se objevil směr teologie osvobození s vlastními charakteristikami. Vedle Gery je dalším velkým představitelem tohoto směru kněz Rafael Tello. Tento teolog, vycházející z originální četby svatého Tomáše Akvinského, uvažoval o svébytnosti latinskoamerického lidového křesťanství a do centra pozornosti postavil volbu pro chudé. Bergoglio si jeho návrhu vysoce cenil, jak výslovně uvedl v roce 2012 při prezentaci knihy o jeho myšlení.
Když se František stal papežem, teologie osvobození již nemohla „zůstat ve stínu, do kterého byla po několik let odsouvána, přinejmenším v Evropě“, jak píše polooficiální vatikánský deník L'Osservatore Romano.
Walter Kasper upozorňuje, že v souladu se změnou paradigmatu II. vatikánského koncilu není metoda papeže Františka „deduktivní, ale spíše induktivní, neboť vychází z konkrétní lidské situace. ... Bližní je pro vás výkladem konkrétní Boží vůle.“:35 To je v souladu s jezuitskou praxí „rozlišování“, kdy se začíná od konkrétní situace, což II. vatikánský koncil nazval rozlišováním „znamení doby“ vykládaných ve světle evangelia, a nikoliv začínáním od církevní nauky. To se objevuje i v metodě „vidět, soudit a jednat“, která je charakteristická pro teologii osvobození a odráží se ve zprávě latinskoamerické biskupské konference v Aparecidě, kde Bergoglio předsedal redakčnímu výboru.:11,12 Jeho pozdější důraz na kolegialitu mohl být podnětem k závažným změnám Říma v dokumentu z Aparecidy, „odmítnutí významu a kompetence církevní autority zastupující celý kontinent a zdálo se, že popírá učení II. vatikánského koncilu o kolegialitě.“
Konzervativně-progresivní rozdělení mezi biskupy v Latinské Americe je patrné v otázce, nakolik by se duchovní měli angažovat v politice. Óscar Romero byl jmenován biskupem v San Salvadoru jako konzervativec, ale již 17 dní po svém vysvěcení na biskupa, při atentátu na otce Rutilia Grandeho, se přiklonil k progresivnímu pohledu. Papež František dal progresivní perspektivě jasnou podporu tím, že posunul kupředu kauzy kanonizace Grandeho a Romera, které byly za předchozích pontifiků pozastaveny, a rozhodl se spolu s Romerem podpořit ke kanonizaci papeže Pavla VI., kterého označil za podobného v jeho péči o chudé a sociální spravedlnost a za „ikonu církve, kterou se František snaží budovat.“
Úpadek základních komunit, malých společenství v rámci farnosti, za pontifikátu Jana Pavla II. byl přičítán jeho jmenování stovek nových biskupů, jen v Brazílii jich bylo asi 300, „a téměř všichni tito noví biskupové byli konzervativnější než jejich předchůdci.“ Za papeže Františka se základní komunity s jeho podporou a požehnáním vracejí.
František zprostředkoval dohodu mezi Kubou a USA o zlepšení vztahů. Prezident Raúl Castro, absolvent jezuitského studia, prohlásil, že ho učení papeže Františka přesvědčilo, aby zaujal mírnější postoj k náboženství a možná se vrátil ke katolické církvi. Řekl: „Pokud bude papež takto mluvit i nadále, dříve nebo později se začnu znovu modlit a vrátím se do katolické církve – a to neříkám žertem.“

## Oficiální papežské dopisy
Viz též: Dokumenty papeže Františka#Papežské dokumenty
- Evangelii gaudium (Radost evangelia – 2013): apoštolská exhortace vydaná po osmi měsících jeho pontifikátu, „programová“ pro jeho pontifikát.[41]
- Laudato si’ (Tobě buď chvála – 2015): encyklika o životním prostředí „O péči o náš společný domov“.
- Amoris laetitia (Radost z lásky – 2016): apoštolská exhortace „O lásce v rodině“.
- Gaudete et exsultate (Radujte se a jásejte – 2018): apoštolská exhortace „O povolání ke svatosti v dnešním světě“.
- Christus vivit (Kristus je živý – 2018): apoštolská exhortace „Mladým lidem a celému Božímu lidu“.
- Fratelli tutti (Všichni [jsme si] bratry – 2019): encyklika „O bratrství a sociálním přátelství“.